# Энкультурация
Энкультурация (от греч. en - среди, внутри, содержащий в себе и лат. cultura - возделывание, позднее - воспитание, образование, развитие, почитание) - процесс приобщения индивида к определенной форме культуры, приобретения индивидом этнокультурного опыта, свойственного определенной локально-исторической культуре. Происходит под воздействием системы культурных институтов.  
Энкультурацию необходимо отличать от социализации (приобретения общечеловеческого опыта взаимодействий) и от инкультурации (приобщения к культуре способом жизнедеятельности). В действительности эти процессы взаимосвязаны и неразделимы. Но если в результате социализации человек приобретает особую методику действий, отличающей его от животных, то в результате энкультурации и инкультурации появляется человек особой культуры, но инкультурация - процесс длительный и постепенный, происходящий в процессе жизнедеятельности, а энкультурация - проявляется в мышлении, обучении и совершенствовании.
Термин "энкультурация" был впервые употреблен М. Херсковицем в 1955-м году и является ключевым в построении его культурно-антропологической концепции.

## Определения
М. Херсковиц определяет энкультурацию как вхождение индивида в форму культуры, усвоение индивидом особенностей мышления и действий, моделей поведения, составляющих культуру.
А. Белик рассматривает энкультурацию как совокупность двух взаимосвязанных процессов - инкультурации и социализации:

Человек непрерывно воспроизводит свою специфическую форму жизнедеятельности - культуру. Важнейший аспект этого воспроизводства - вхождение в культуру отдельных индивидов (энкультурация). Нельзя при этом забывать, что в детстве одновременно происходят два процесса, реально слитные, неразделимые друг от друга - социализация и инкультурация. Результат первого - индивид, овладевший специфически человеческим способом деятельности (культурным), отличающим его от всех других живых существ. Результат второго - личность (человек), обладающая специфически культурными чертами, которые отличают людей друг от друга. В принципе можно считать эти два процесса двумя сторонами процесса вхождения в культуру (энкультурацией)— А.А.Белик "Культурная (социальная) антропология"
По мнению К. Коттака энкультурация, также, непрерывно связана с социализацией..

Энкультурация - это процесс, при котором культура в настоящем времени учит человека нормам и ценностям культуры или общества. Человек может стать признанным членом группы и выполнять необходимые функции и роли группы. Самое главное, что человек знает и устанавливает контекст границ и принятое поведение, которое диктует то, что приемлемо и неприемлемо в рамках этого общества. Он учит человека своей роли в обществе, а также тому, что принято в обществе и в образе жизни— Kottak C.F. "Window on Humanity: A Concise Introduction to Anthropology"

## Классификация М.Херсковица
Процесс энкультурации по мнению М. Херсковица начинается в раннем детстве с усваивания культуры речи, поведения, продолжается в виде обучения и совершенствования навыков во взрослом состоянии.
М. Херсковиц выделяет два уровня:
1. детство  - ведущий механизм, обеспечивающий стабильность[5]. "Человек здесь больше инструмент, нежели игрок"[3];
2. зрелость - механизм изменений, подразумевающий работу мышления, дискуссии, обсуждения, анализ утверждений[3].

Согласно концепции, первый этап вхождения в культуру обеспечивает ее стабильность, «предохраняет от неуправляемого развития в периоды наиболее бурных изменений. В своих более поздних проявлениях, когда энкультурация оперирует на сознательном уровне, она открывает ворота изменениям...».

## Энкультурация и социализация
Культура, по мнению М.Гузиковой и П.Фовановой усваивается в процессе онтогенеза человека.
"Онтогенез — процесс развития индивидуального организма. Этот процесс распадается на две взаимосвязанные, неразделимые части: энкультурацию и социализацию".
Социализация — это «двусторонний процесс постоянной передачи обществом и освоения индивидом в течение всей его жизни социальных норм, культурных ценностей и образцов поведения, позволяющий индивиду функционировать в данном обществе». Результат социализации — «индивид, овладевший специфически человеческим способом деятельности (культурным), отличающим его от всех других живых существ»
"Энкультурация — процесс приобщения индивида к культуре, усвоения им существующих привычек, норм и паттернов поведения, свойственных данной культуре. Результат энкультурации — личность (человек), обладающая специфически культурными чертами, которые отличают людей друг от друга". 

Процессы энкультурации и социализации взаимосвязаны и невозможны один без другого: не существует «усредненного» общества, которое не обладало бы никакой культурой — а только в таком возможна была бы социализация без инкультурации; так же невозможна и инкультурация без социализации — невозможно овладеть культурой, не став при этом членом человеческого общества, т. е. не освоив специфично человеческих способов деятельности, отличающих нас от животных.— М.О. Гузикова, П.Ю. Фофанова "Основы теории межкультурной коммуникации"

## Энкультурация и аккультурация
Следует различать понятия аккультурации и энкультурации.
Аккультурация "относится к вторичным процессам изменения культурных норм индивида, тогда как термин «энкультурация» относится к приобретению первичных культурных норм".
Каждый проходит через процесс энкультурации, так как принадлежит той или иной культуре. Но не все сталкиваются с "необходимостью аккультурации, связанной со сменой исходных культурных норм или адаптацией к нормам чужой культуры".

## Энкультурация в этноцентризме
Основным механизмом, по мнению многих исследователей, направляющим анализ культуры, является этноцентризм.
Этноцентризм - точка зрения о том, что собственный жизненный путь определенного индивида должен оцениваться индивидом, как эталон и образец для других. Это чувство проявляется из процесса ранней энкультурации и характеризует то, как большинство людей относится к своей собственной культуре, независимо от того, выражают ли они это или нет.

## Критика
Точка зрения Л.Пожмана на понятие "этноцентризм" (вытекающего из энкультурации) противопоставлена взгляду М.Херсковица: Л. Пожман, в отличие от М.Херсковица, считающего, что этноцентризм является барьером культурного релятивизма, придерживается мнения, что этноцентризм (а значит, его связь с энкультурацией) - предрассудок, не имеющий никакого отношения к релятивизму и морали.

### На русском языке
- Белик А.А. Культурная (социальная) антропология. – Москва, 2009. ISBN 978-5-7281-1052-1.
- Грушевицкая Т. Г. Основы межкультурной коммуникации: Учебник для вузов - М.: ЮНИТИ-ДАНА, 2002.
- Гузикова М.О., Пофанова П.Ю., Основы теории межкультурной коммуникации. – Екатеринбург. Издательство Уральского университета. 2015. – 124 с. – ISBN 978-5-7996-1517-8.
- Кузнецов А.Н. Формирование профессиональной межкультурной стратегической компетентности неязыковых ВУЗов // Электронный журнал «Труды МАИ». - № 72.
- Куликова Л.В. Коммуникативный стиль в межкультурной парадигме / РИО КГПУ. – Красноярск, 2006. – 392 с. – ISBN 5-85981-114-4.
- Куликова Л.В. Межкультурная коммуникация: теоретические и прикладные аспекты / РИО КГПУ. – Красноярск, 2004. – 196 с. – ISBN 5-85981-090-3.
- Мацумото Д. Психология и культура. - 3-е изд.,междунар. - СПб.: прайм-ЕВРОЗНАК; М.: Олма-Пресс, 2002.
- Стефаненко Т. Г. Этнопсихология. – М.: Институт психологии РАН, «Академический проект», 1999. – 320 с.
- Токарев С. А. История зарубежной этнографии. М., 1978.
- Флиер А. Я. Культурология для культурологов. М.: Академический проект, 2000.

### На других языках
- Femandez J. W. Tolerance in a Repugnant World and Other Dilemmas in the Cultural Re-lativism of M. J. Herskovits // Ethos., 1990.
- Grace, Lindsay. "Handbook of Research on Computational Arts and Creative Informatics: The Challenge of Enculturation in the Arts, 2009, IGI Global Press; ISBN 978-1-60566-352-4; 312-324.
- Herskovits M.J. Cultural Anthropology – N.Y., 1955.
- Kottak C.F. Window on Humanity. A Concise Introduction to Anthropology – 2004.
- Satris S. Taking Sides: Clashing Views on Controversial Moral Issues. – 9. – Guilford, McGraw – Hill/Dushkin, 2004. – С. 2-25